# Britam Tower
La Britam Tower es un edificio comercial en Nairobi propiedad de British-American Investments Company (Britam). El rascacielos tiene una altura máxima de 195 metros sobre el suelo, y cuenta con 32 pisos. El edificio presenta una forma prismática, que comienza como una huella cuadrada y termina con un techo de dos lados con un mástil de 60 metros, que contiene tres turbinas de viento helicoidales. Actualmente se ubica como el edificio más alto de Kenia.

## Ubicación
La torre está ubicada a lo largo de Hospital Road, en el barrio de Upper Hill de Nairobi, la capital y ciudad más grande de Kenia.

## Descripción general
El edificio es la sede internacional de Britam. También sirve como la sede regional del conglomerado empresarial en África Oriental y África Central. El edificio tiene un total de 32 516 metros cuadrados de espacio de oficinas para alquilar con fines comerciales. Para atender a sus numerosos inquilinos, el edificio tiene un estacionamiento adjunto de 12 pisos que puede acomodar hasta 1000 vehículos.